# Logistični center za usposabljanje (Vojska Srbije)
Logistični center za usposabljanje  je vojaško-šolska ustanova, ki deluje v okviru Poveljstva za usposabljanje Oboroženih sil Srbije.

## Zgodovina
Center je bil ustanovljen 4. maja 2007 z ukinitvijo in reorganizacijo različnih logistično-šolskih enot in centrov.

## Sestava
- Poveljstvo
- Poveljniška četa
- Intendantska šolska četa
- Medicinsko-veterinarska šolska četa
- Tehniška šolska četa
- Prometna šolska četa